# 웃카시 앰부드카
웃카시 앰부드카(영어: Utkarsh Ambudkar, 1983년 12월 8일 ~ )는 인도계 미국인 배우이다. 영화 《피치 퍼펙트》, 《뮬란》(2020) 등에 출연했다.

## 출연작

### 애니메이션
- 왕실탐정, 미라 (디즈니 주니어) - 치쿠
- 센트랄 파크
- 아이스 에이지: 벅의 대모험 (디즈니+) - 오슨

### 영화
- 피치 퍼펙트
- 뮬란
- 프리 가이
- 톰과 제리 - 부동산 쥐 역